# Cerophysa dwiwarna
Cerophysa dwiwarna es un coleóptero de la familia Chrysomelidae.
Fue descrita científicamente en 2003 por Mohamedsaid.